# Cavalaire-sur-Mer
Cavalaire-sur-Mer település Délkelet-Franciaországban, a Provence-Alpes-Côte d’Azur régióban, Var megyében.

## Fekvése
Saint-Tropeztől délnyugatra fekvő település.

## Története
Cavalaire-sur-Mer valószínűleg egy Heracles Caccabaria nevű ősi föníciai gyarmat volt. Később gall-római megszállás alá került.
A falu található a régi, mára már megszűnt Saint Raphael - Toulon (néha Train Pignes) vasúti útvonal mellett.
A második világháború idején, 1944. augusztus 16-án ez volt az egyik a helyszíne a Dél-Franciaország-i szövetséges inváziónak. Minden év augusztus 15-én egy katonai járműveket felvonulásával emlékeznek meg róla.

## Itt születtek, itt éltek
- Yves de Verdilhac - író, akinek írói álneve Serge Dalens volt, itt élt gyermekkorában, és itt játszódnak regénye cselekményei is.
- Jean-Marie Nielly - építész, aki sok házat és épületet épített a városban. A Nielly család a város egyik legrégebbi családjai közé tartozik a városban.
- Raymond Duncan - filozófus, művész, költő, kézműves és amerikai táncos. Testvére Isadora Duncan táncos itt is halt meg 1966-ban.

## Galéria

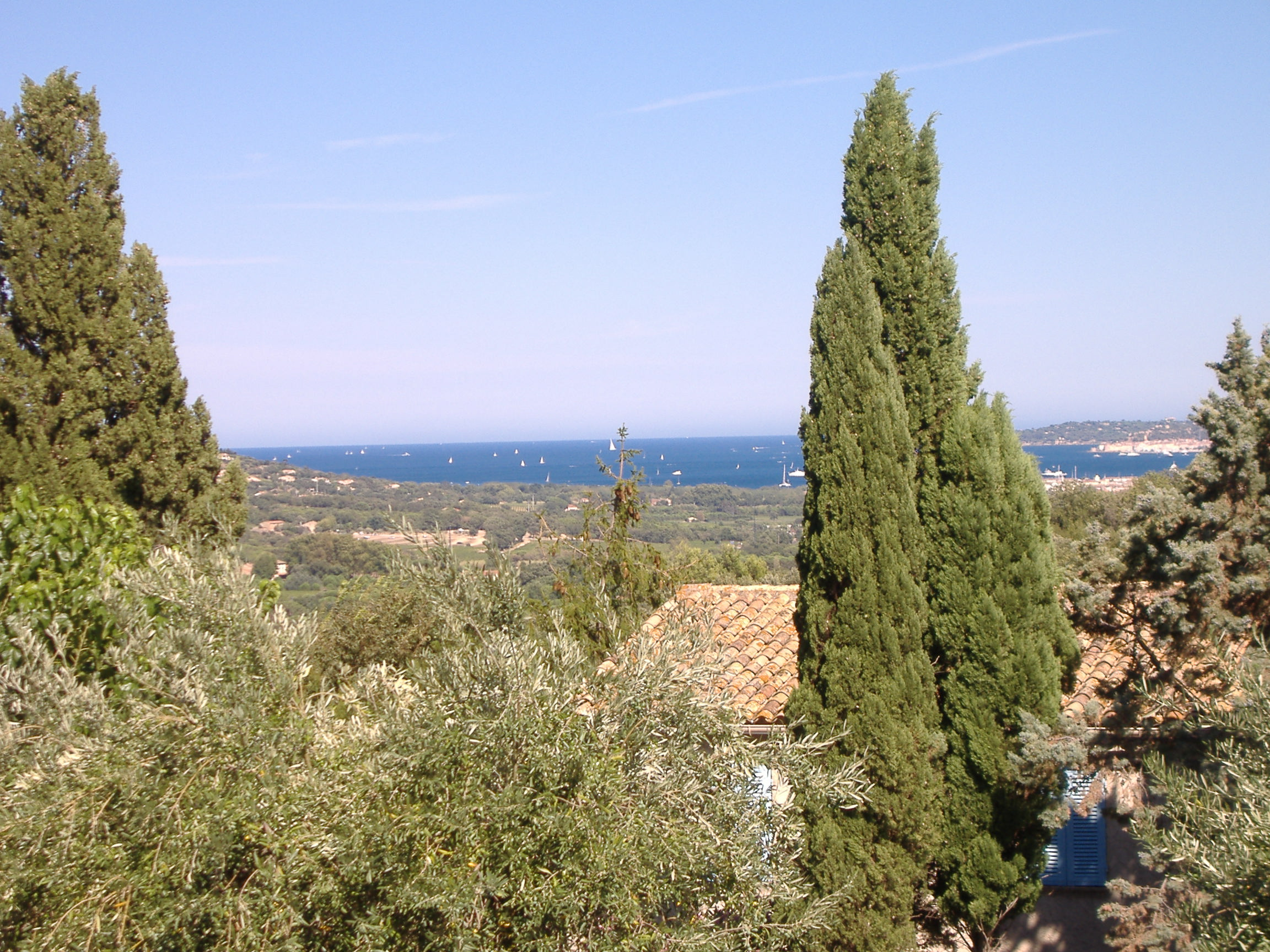
A város látképe
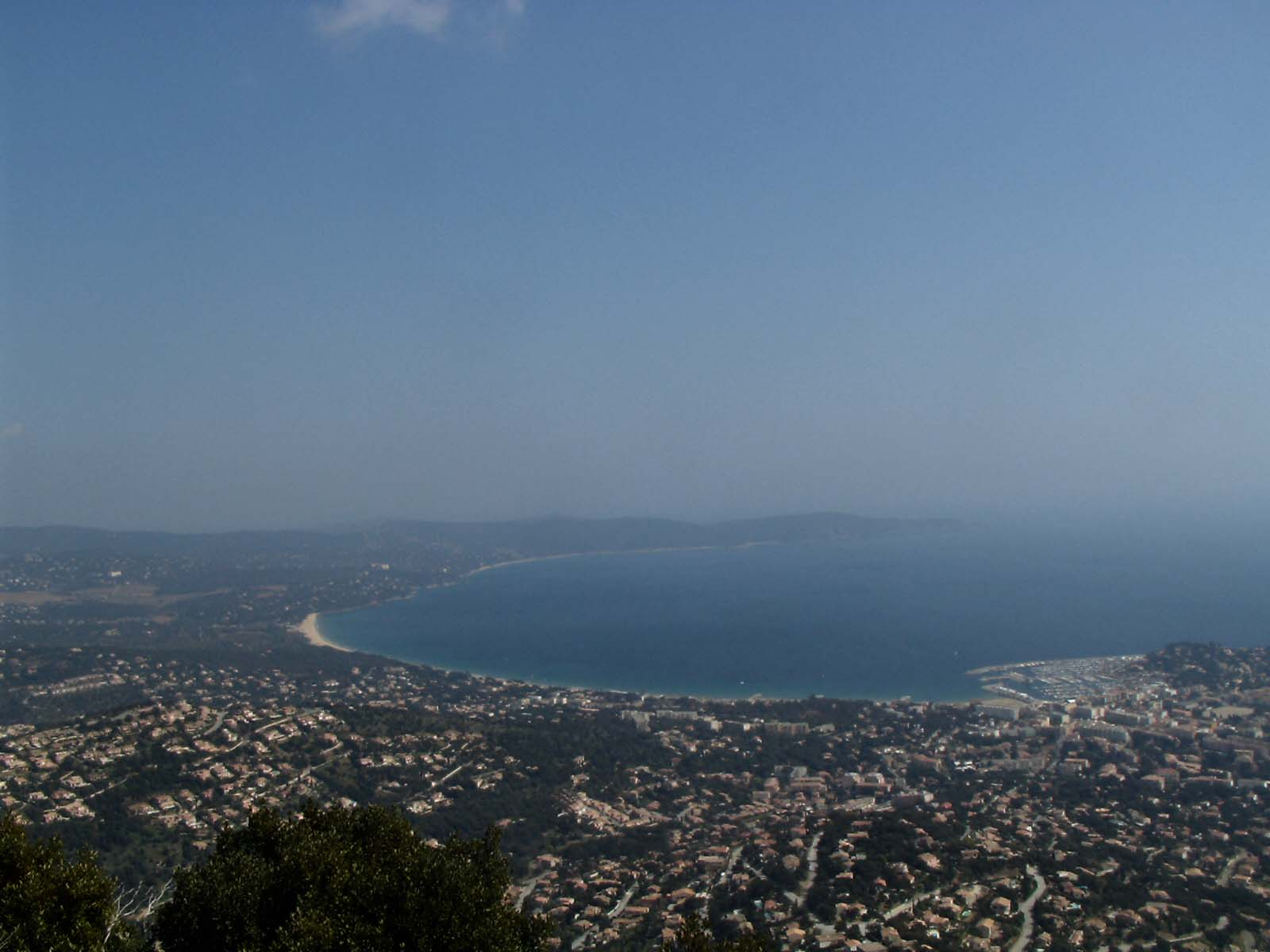
Cavalaire-sur-Mer
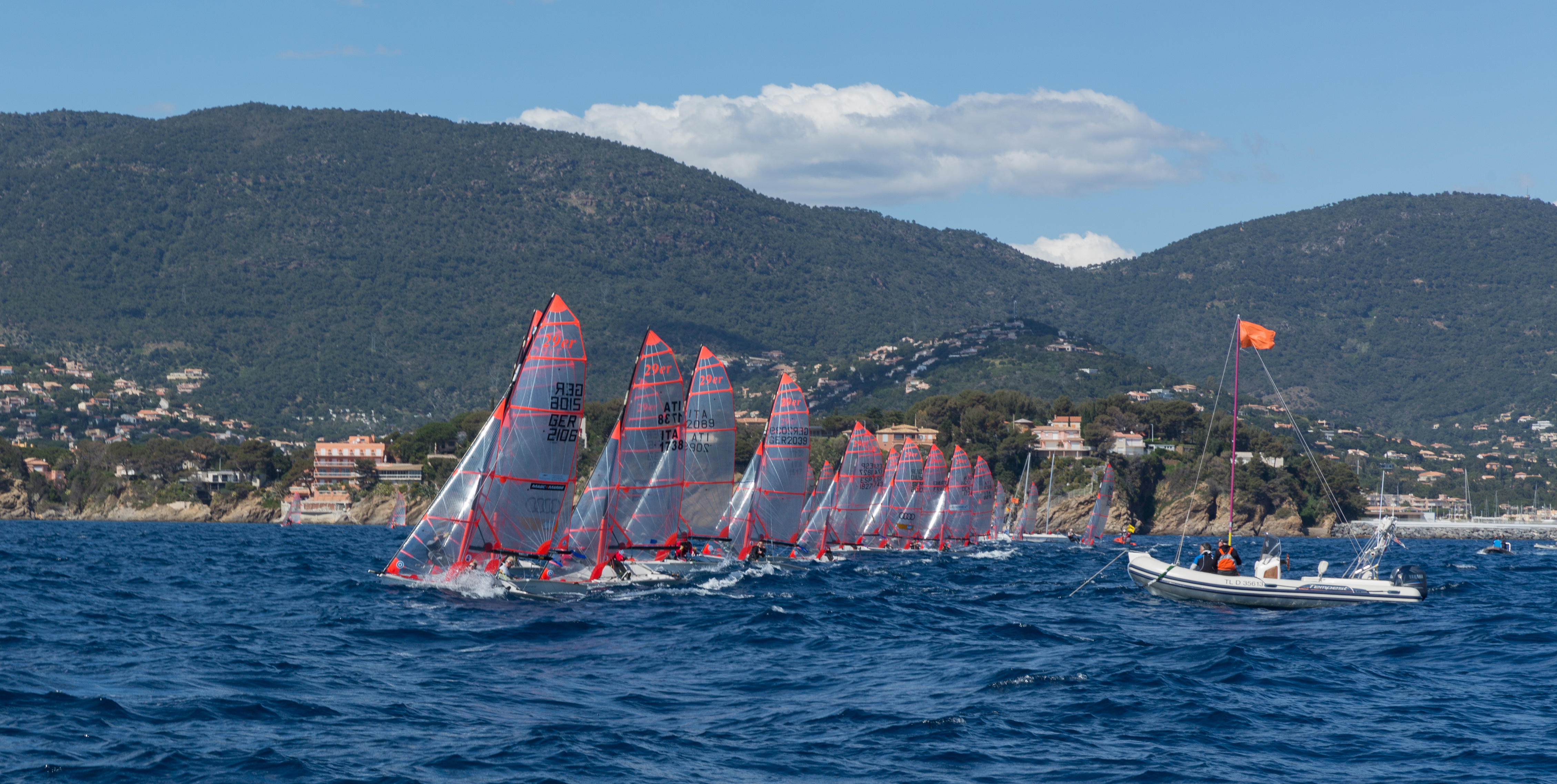
A vitorlásverseny startja
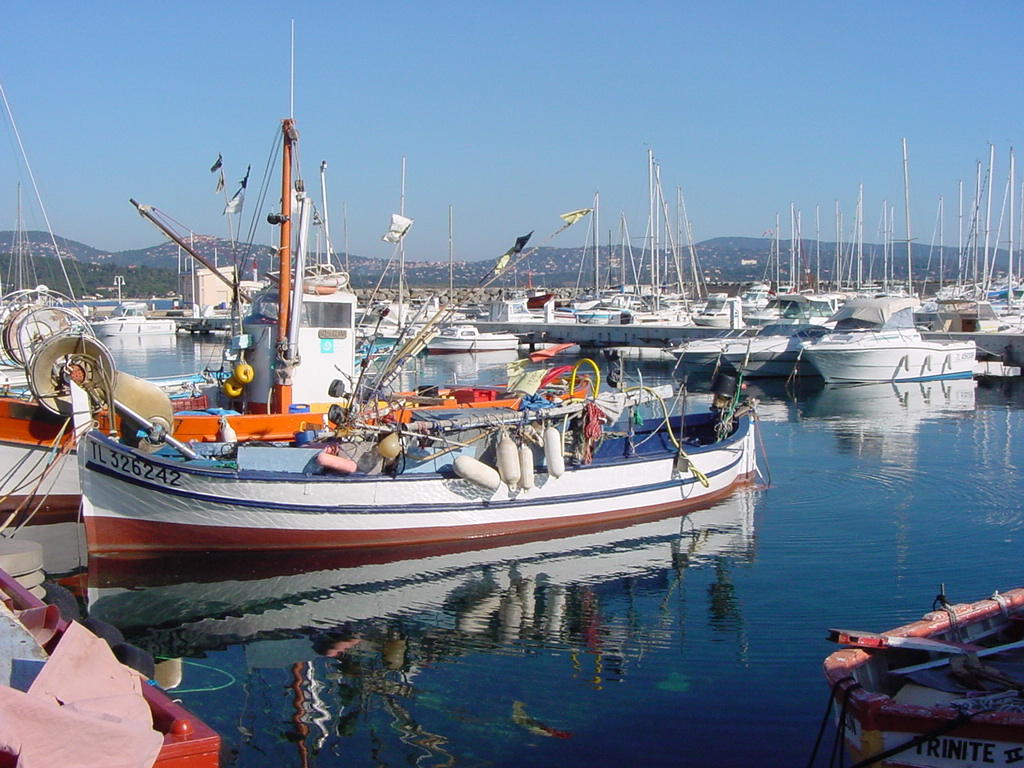
Kikötő
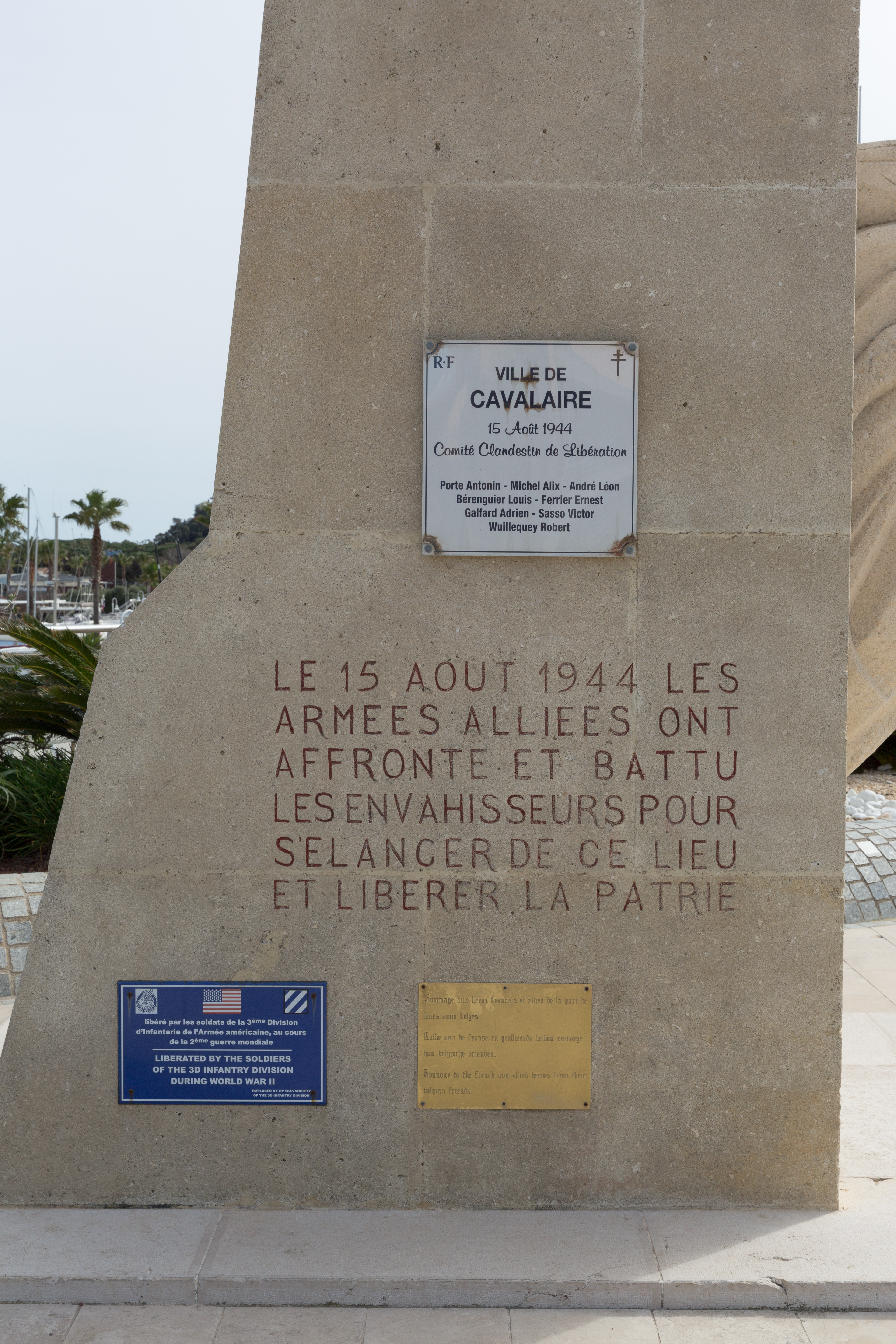
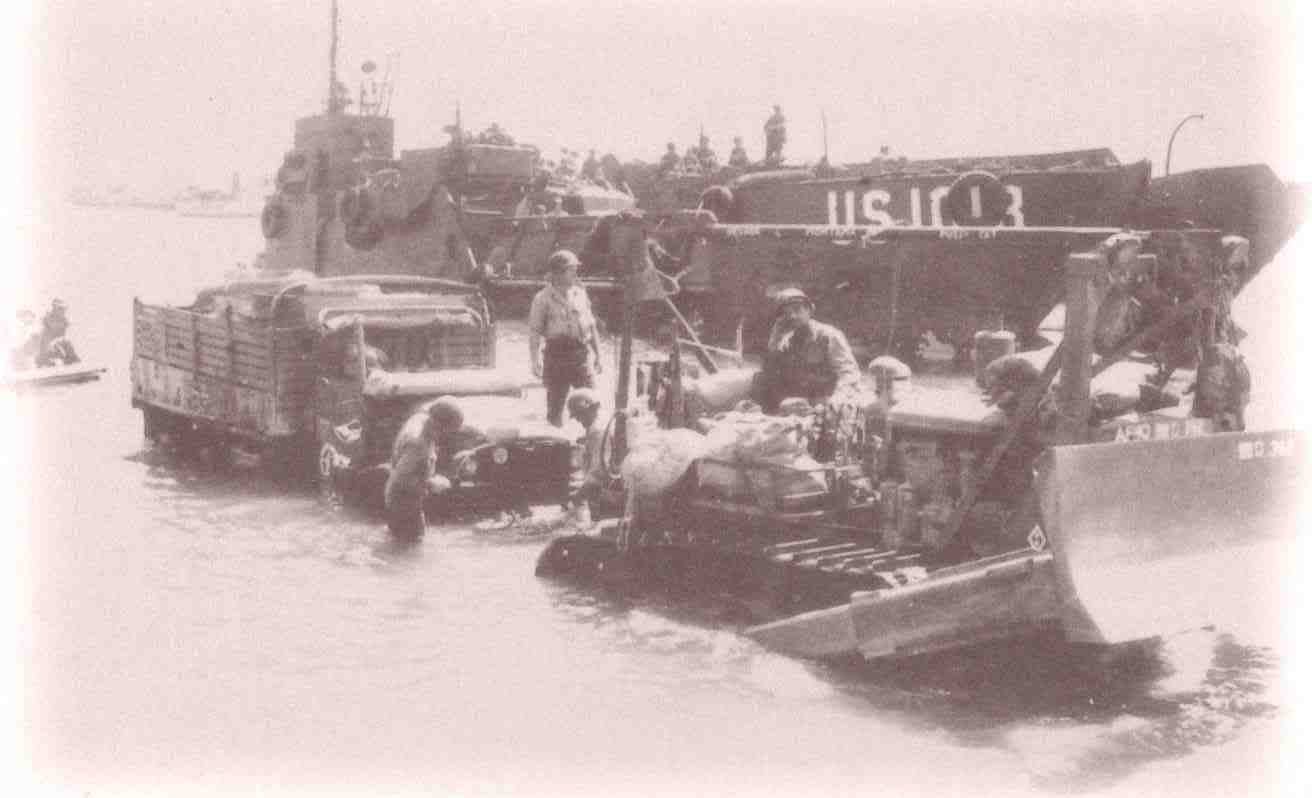